# Gare de Leighton Buzzard
La gare de Leighton Buzzard est une gare ferroviaire du Royaume-Uni, située sur le territoire de la ville de Leighton Buzzard.

## Histoire

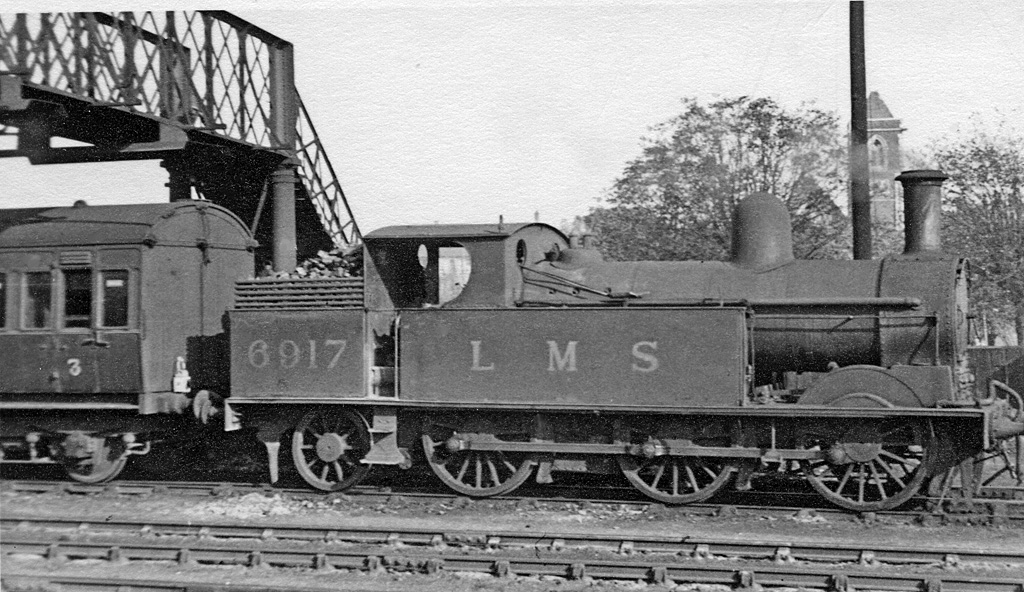
La gare en 1948.